# LVMH
LVMH 모엣 헤네시·루이 비통(LVMH Moët Hennessy·Louis Vuitton S.A.) 또는 간단히 LVMH는 프랑스 파리에 본사를 두고 있는 다국적 기업이다. 이 회사는 1987년 루이비통 패션하우스와 모엣 헤네시(Moët Hennessy)의 합병으로 이루어졌다. 모엣 헤네시 사는 1971년 모엣 샹동(Moët & Chandon)과 헤네시(Hennessy) 사의 합병으로 이루어진 회사다. 이 회사는 약 60개의 고품격 브랜드의 법인들을 관리한다. 이 법인들은 종종 독립적으로 경영되기도 한다. 가장 오래된 LVMH 브랜드는 1593년 설립된 와인 제조사인 Château d'Yquem이다.

## 재무 자료
| 재무 자료 (백만 유로) | 2006   | 2007   | 2008   | 2009   | 2010   | 2011   | 2012   | 2019    |
| --------------------- | ------ | ------ | ------ | ------ | ------ | ------ | ------ | ------- |
| 매출액                | 15,306 | 16,481 | 17,193 | 17,053 | 20,320 | 23,659 | 28,103 | 53.7    |
| 순이익                | 2,160  | 2,331  | 2,318  | 1,973  | 3,032  | 3,065  | 3,424  | 7.17    |
| 자본총계              | 11,594 | 12,528 | 13,887 | 14,785 | 18,204 | 23,512 | 25,666 | 128.550 |

### 자회사
LVMH가 소유한 유명 자회사와 브랜드
| Company                     | Sector           |
| --------------------------- | ---------------- |
| 모엣 샹동(Moët et Chandon)  | 와인 및 스파클링 |
| 헤네시(Hennessy)            | 와인 및 스파클링 |
| 디오르(Dior)                | 의류 및 잡화     |
| 펜디(Fendi)                 | 의류 및 잡화     |
| 도나 카란(Donna Karan)      | 의류 및 잡화     |
| 에밀리오 푸치(Emilio Pucci) | 의류 및 잡화     |
| 지방시(Givenchy)            | 의류 및 잡화     |
| 겐조(Kenzo_Takada)          | 의류 및 잡화     |
| 벨루티(Berluti)             | 의류 및 잡화     |
| 루이비통(Louis Vuitton)     | 의류 및 잡화     |
| 마크 제이콥스(Marc Jacobs)  | 의류 및 잡화     |
| 셀린느(Céline)              | 의류 및 잡화     |
| 태그 호이어(TAG Heuer)      | 시계 및 보석     |
| 제니스(Zenith)              | 시계 및 보석     |
| 위블로(Hublot)              | 시계 및 보석     |
| 로에베(Loewe)               | 의류 및 잡화     |
| 쇼멧(Chaumet)               | 시계 및 보석     |
| 불가리(Bulgari)             | 시계 및 보석     |
| 로로 피아나(Loro Piana)     | 의류 및 잡화     |
| Tiffany & Co                | 시계 및 보석     |
| 베네피트(benefit)           | 코스메틱         |

## 같이 보기
- 리치몬트
- 케링
- 룩소티카